# Robert McClure
Robert McClure (anglès: Robert John Le Mesurier McClure)  (Wexford, 28 de gener de 1807 - Portsmouth, 17 d'octubre de 1873) va ser un explorador britànic de l'Àrtida, el primer a completar amb èxit la travessa del Pas del Nord-oest, a peu i en trineu, així com la circumnavegació de les Amèriques. Ostentà el títol de cavaller de l'Orde del Bany.

## Biografia
Robert McClure va néixer a Wexford, Irlanda. No va arribar a conèixer el seu, el qual va morir cinc mesos abans de nàixer ell, i va passar la seva infància a cura del seu padrí, el general Li Mesurier, governador d'Alderney. Va ser educat a Eton i Sandhurs, sent preparat per a l'exèrcit. Amb tot, el 1824 va ingressar a l'Armada i dotze anys després va tenir la seva primera experiència a l'Àrtic en l'expedició de 1836-37, dirigida pel capità George Back (1796-1878), com a primer oficial del HMS Terror. L'expedició va arribar al canal de Foxe, on el HMS Terror va quedar atrapat en el gel. Finalment el vaixell, danyat pel gel, va aconseguir tornar a les costes orientals d'Irlanda. En tornar va obtenir el grau de tinent i entre 1838 i 1839 va servir als llacs canadencs, i és assignat en diferents bases navals, on va romandre fins al 1846.

### Primer viatge a l'Àrtic
Dos anys més tard es va incorporar a una nova expedició a l'àrtic (1848-1949), aquesta vegada com a primer tinent del HMS Enterprise, en una expedició dirigida per James Clark Ross (1800-1862) a bord del HMS Investigator, que tenia com a finalitat trobar l'expedició perduda de Franklin (1845). Els vaixells van aconseguir arribar a l'estret de Lancaster, però aviat van quedar atrapats en el gel i la recerca va haver de fer-se en trineus. McClure, que va passar un mes malalt, no va participar en cap d'elles. Finalment van tornar a la badia de Baffin i després a Anglaterra, sense cap informació sobre els desapareguts: va ser la primera de les moltes expedicions que van fracassar. Aquest fracàs va provocar un gran enrenou a la Gran Bretanya, i l'opinió pública demanà al govern una actitud decidida per saber el destí de Franklin.

### La nova expedició del HMS Investigator

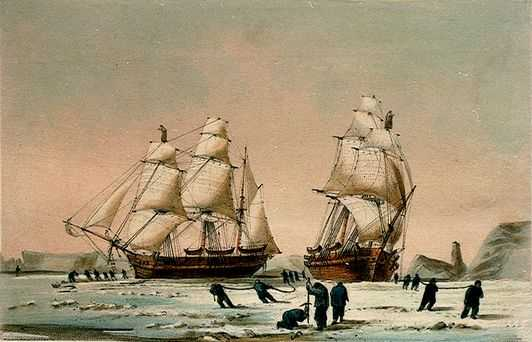
El HMS Enterprise (esquerra) i el HMS Investigator (dreta) atrapats pel gel (Litografia colorejada de W.H. Browne (1850), del National Maritime Museum).

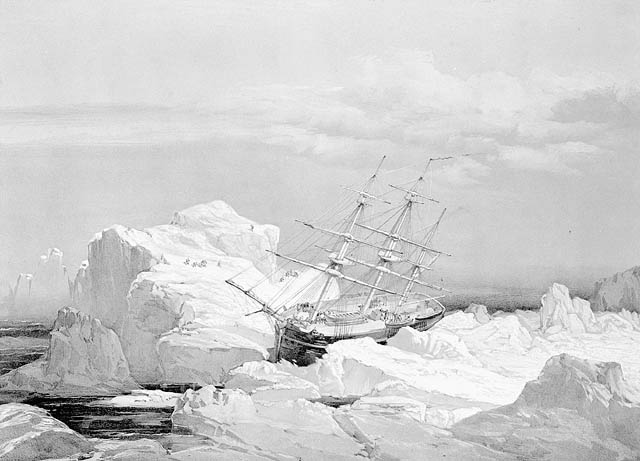
El HMS Investigator atrapat pel gel a l'illa de Baring (el nom que McClure donà a l'illa de Banks).

Després del fracàs de l'intent de Ross, l'Almirallat britànic va decidir enviar en la seva recerca dues noves expedicions: una aniria pel costat oriental, comandada per Horatio Thomas Austin, amb dos vaixells de vela, el HMS Resolute i el HMS Asistance, dos vapors de suport, el HMS Pioneer i el HMS Intrepid i un vaixell de càrrega, el HMS North Star; una altra expedició els buscaria des del costat occidental, entrant al pas del Nord-oest, a través de l'estret de Bering. Per a aquest expedició l'Almirallat, a instàncies de Francis Beaufort, va triar a Richard Collinson (1811-1883) per dirigir-la.
Els vaixells de l'anterior expedició de Ross van partir de Londres l'11 de gener de 1850: el HMS Enterprise, comandat per Collinson, i el HMS Investigator, comandat per McClure. Durant el llarg viatge el HMS Investigator va demostrar ser molt més lent i va quedar enrere. Al pas per l'estret de Magallanes es van tornar a unir, però de nou es van separar en la travessia pel Pacífic. Van quedar per trobar-se de nou a Honolulu, per tal d'afrontar plegats els mars polars, tot travessant l'estret de Bering. Collinson va esperar cinc dies a Honolulu, i a continuació, el 30 de juny va marxar cap al nord amb l'esperança d'aconseguir reunir-se a l'estret de Bering.
Mostrant gran preocupació per la seguretat del seu vaixell i tripulació, Collinson va optar per evitar les aigües potencialment perilloses de les illes Aleutianes, navegant al voltant del seu extrem occidental. Aquesta decisió, presa tot i la recomanació de Henry Kellett de seguir el pas de Seguam, un pas ampli i segur a través de les Aleutianes, i amb ple coneixement de la urgència d'assolir el gel a principis d'agost, va resultar desastrosa pel progrés de l'expedició. Va afegir una distància considerable a la ruta de Collinson, retardant la seva arribada al gel en dues setmanes, cosa que va permetre que McClure s'avancés. McClure havia deixat Honolulu quatre dies després que Collinson, però va navegar a través del pas Seguam, arribant abans que el seu comandant a l'estret de Bering. Passades trenta milles del cap Lisburn, va trobar el HMS Herald, capitanejat per Kellett. Kellett, de major rang que McClure, no creia que Collinson estigués per davant i pensava que el HMS Investigator havia d'esperar el HMS Enterprise, però no li va donar l'ordre d'esperar i McClure continuà. Després de vorejar la punta Barrow el 7 d'agost, va encallar prop de Return Reef però va aconseguir alliberar-se i seguir viatjant en direcció nord-est, en una ruta que el portava a l'illa de Banks després de travessar el golf d'Amundsen.
Collinson va entrar al gel nou dies més tard que McClure i va buscar, sense èxit, un pas lliure a través de la banquisa durant dues setmanes més, abans d'abandonar i optar per passar l'hivern a Hong Kong, i provar-ho de nou el 1851. Els dos vaixells no aconseguirien tornar a reunir-se.
El HMS Investigator va descobrir gairebé immediatament l'estret del Príncep de Gal·les (entre l'illa de Banks i l'illa Victòria) i va aconseguir navegar gran part del mateix fins a quedar completament immobilitzat pel gel. Una exploració en trineu li va permetre descobrir que l'estret portava fins al canal del Vescomte Melville i McClure va quedar convençut que havia descobert el Pas del Nord-oest. McClure va deixar a l'illa de Banks una anotació amb el seu assoliment, datada el 21 d'abril de 1851, registre que va ser descobert el 1917 per Vilhjalmur Stefansson.
El 1851 el gel bloquejava totalment l'estret del Príncep de Gal·les i McClure va decidir retrocedir i tractar de vorejar l'illa de Banks per l'oest. Va aconseguir arribar a l'extrem nord de l'illa i va entrar a l'estret de Banks (actualment estret de McClure) abans que l'hivern se'ls tirés al damunt. Preparà la nova hivernada en una profunda badia localitzada a la costa septentrional de l'illa de Banks, a la qual van anomenar Mercy Bay, ja que els va proporcionar un bon abric i evità que el gel triturés la seva embarcació. A la primavera de 1852, en un dels seus reconeixements en trineu, va arribar a Winter Harbour, a l'illa de Melville, el lloc on havia passat l'hivern Sir William Edward Parry en la seva expedició de 1819, i en què havia deixat un missatge en una roca.
El HMS Investigator va romandre atrapat pel gel a la badia Mercy durant tot el 1852. Durant la primavera de 1853, quan encara estaven atrapats pel gel, la tripulació començava a patir desnutrició i escorbut i McClure va elaborar un pla per evacuar aquells amb pitjor estat de salut, i que difícilment suportarien els rigors d'un tercer hivern, però no va fer falta perquè el missatge que havia deixat a Winter Harbour l'any anterior va ser trobat per membres del HMS Resolute, un dels quatre vaixells d'una altra expedició de recerca de Franklin, la de sir Edward Belcher (1799-1877). El HMS Resolute, capitanejat per Kellett, també estava atrapat al gel a prop d'illa Melville i el tinent Bedford Clapperton Trevelyan Pim havia caminat sobre el gel fins a trobar el HMS Investigator. McClure volia mantenir els suficients homes per tractar de recuperar el seu vaixell, però Kellett ordenà que l'abandonés. McClure i els seus homes es van veure obligats a passar un quart d'hivern a l'Àrtic, de retorn al HMS Resolute, atrapat encara al gel. L'abril de 1854 McClure i la seva tripulació van ser enviats per trineu a l'illa de Beechey, on van embarcar a bord del HMS North Star. Finalment van arribar a Anglaterra el 28 de setembre de 1854, juntament amb la resta de les tripulacions de Belcher, que en aquesta desastrosa expedició havia perdut quatre dels seus cinc vaixells.

### Reconeixements
McClure i la seva tripulació van ser els primers a circumnavegar les dues Amèriques i transitar pel Pas del Nord-oest, una gesta considerable per l'època. A la seva tornada a Anglaterra McClure va ser jutjat marcialment per la pèrdua del HMS Investigator, però després d'una honrosa absolució va ser nomenat cavaller, ascendit i recompensat amb quatre anys de llicència en reconeixement dels seus serveis especials. Posteriorment va ser guardonat amb la medalles d'or de les societats geogràfiques de França i Anglaterra.
El 1856 va aparèixer Discovery of the north-west passage(«Descobriment del pas del nord-oest"), un llibre del llavors capità Sherard Osborn, comandant del 'HMS Pioneer, un dels vaixells perduts en l'expedició de Belcher, que recollia alguns extractes dels diaris de viatge de McClure. El llibre glossa algunes circumstàncies del viatge que deixen a McClure en mal lloc, cosa que fa que molts historiadors prefereixin l'informe del cirurgià del HMS Investigator, sir Alexander Armstrong (1818-1999).
De 1856 a 1861 McClure va servir en aigües de l'Est, al comandament de la divisió de la Brigada Naval a Cantó (Xina), per la qual va ser nomenat cavaller de l'Orde del Bany. Els seus últims anys van ser una etapa tranquil·la, sent nomenat contraalmirall el 1867, i vicealmirall el 1873. Va morir a Londres aquell mateix any i està enterrat al cementiri londinenc de Kensal Green.
L'estret de McClure va ser nomenat en el seu honor més tard, així com el cràter de McClure a la Lluna.